# Force d'opérations spéciales estonienne
La Force d'opérations spéciales estonienne (en estonien: Erioperatsioonide väejuhatus; ESTSOF) est le commandement chargé de superviser les unités d'opérations spéciales des forces armées estoniennes. Son objectif principal est le développement de capacités pour la guerre non conventionnelle. Il est chargé de planifier, préparer et exécuter des opérations spéciales. Ses missions comprennent la reconnaissance et la surveillance, le soutien militaire et l'action directe. L'ESTSOF est sous le commandement direct du commandant des forces de défense estoniennes.
Le Special Operations Task Group (en estonien: Erioperatsioonide grupp) est une unité de forces spéciales au sein de la Force d'opérations spéciales estonienne.

## Historique

### Unités précédentes (1993-2007)
Une partie des racines des forces d'opérations spéciales estoniennes peut être attribuée à l'unité de reconnaissance et de détournement à longue portée créée en 1993 dans le cadre d'un service de renseignement militaire des forces de défense estoniennes. L'unité est à l'origine calquée sur les groupes spetsnaz soviétiques. Cependant, la tentative de former cette nouvelle unité échoue. En 1998, lorsque le bataillon du renseignement militaire est créé, une autre tentative est faite, mais elle échoue également.
Une tentative parallèle de création d'une force d'opérations spéciales est faite au sein de la Ligue de défense estonienne en 1994. La nouvelle unité est nommée Groupe d'opérations spéciales (SOG). Andrei Ambros en devient le commandant. En 1998, le SOG est transféré au bataillon de garde (en) mais reste sous le commandement direct du commandant des forces armées estoniennes. En 1999, un membre du SOG tente un vol à main armée en utilisant les armes de l'unité, ce qui conduit à la dissolution de l'unité.
En 2002, sous la structure du bataillon du renseignement militaire, l'effort de création d'une force d'opérations spéciales reprend. Une équipe de reconnaissance, formée d'opérateurs spécialement formés, nommé ESTHUMINT, est envoyée en Afghanistan en 2005. Cependant, la mission est interrompue en 2007 en raison de problèmes de partage de renseignements.

### Création (2008-2014)
La date officielle de création de la Task Force d'opérations spéciales (SOTG) est le 8 mai 2008. Ce jour-là, une directive ordonnant la création de l'unité est signée par le commandant des forces de défense estoniennes de l'époque, Ants Laaneots. Le recrutement est au départ très difficile car l'unité est en grande partie inconnue et mal comprise à l'époque. Il y a également des cas où certains commandants d'unité interdisent à leurs hommes de participer à la sélection, leur évitant ainsi de perdre de bons soldats. Cependant, ces problèmes sont résolus par la suite grâce à un décret qui permet à tous les soldats de participer de leur plein gré. Les attitudes vis-à-vis de la sélection changent progressivement et le passage est devient une fierté. L'unité trouve beaucoup de soutien au sein du quartier général des opérations spéciales de l'OTAN, partie du SHAPE, qui envoie le Centre de coordination des opérations spéciales de l'OTAN (NSCC) pour l'évaluer. Dans le même temps, l'unité est autorisée à participer aux cours organisés par le NSCC. Étant donné que l'unité n'a initialement pas les compétences nécessaires pour former des forces spéciales conformes aux normes de l'OTAN, il est décidé d'envoyer des soldats suivre des cours en Hongrie. En 2009, l'unité commence également à recevoir le soutien du United States Special Operations Command Europe (SOCEUR). En 2010, l'unité est suffisamment développée pour organiser un cursus de qualification pour forces spéciales en Estonie. L'unité reçoit son drapeau le 2 octobre 2012. Le 1er janvier 2013, la SOTG est séparée du bataillon de renseignement militaire et placée sous le commandement direct du commandant des forces de défense estoniennes.
La Force d'opérations spéciales estonienne est officiellement créée le 1er août 2014. Dans le même temps, la Task Force d'opérations spéciales devient son unité subordonnée. Les deux principaux domaines sur lesquels l'ESTSOF se concentre depuis le début sont la guerre non conventionnelle et le soutien militaire, agissant comme un multiplicateur de force dans les conflits de faible intensité et soutenant les alliés. Les opérateurs ESTSOF ont apporté leur soutien en Afghanistan, en Ukraine, en Géorgie et au Sénégal.

### Guerre en Afghanistan (2012-2014)
Fin 2012, l'ESTSOF commence une mission en Afghanistan avec la FIAS. Les préparatifs consistent à déterminer la logistique, les communications, la reconnaissance et d'autres aspects de la mission. Une grande partie des préparatifs portent sur l'apprentissage et l'analyse de la géographie locale, du climat, de la situation sociale et économique, mais aussi de la force, de la structure, de l'activité et de la zone d'opérations des insurgés et alliés. Après l'arrivée et la première reconnaissance dans la région, il est clair que la situation est difficile. L'une des routes principales traversant la province est parmi les mieux classées en termes de nombre d'EEI explosés. Les unités locales sont pour la plupart occupées par la défense de leurs propres bases et les insurgés circulent librement à l'extérieur, notamment dans l'une des villes centrales de la province. Les attaques à la roquette sur les bases sont extrêmement courantes. L'armée nationale afghane doit pour sa logistique utiliser des véhicules civils car les véhicules militaires ne peuvent plus circuler. Cependant, l'unité spéciale de police de la région est bien gérée et équipée. L'objectif initial de l'ESTSOF est de fournir une aide militaire à ladite unité et de mener des opérations avec elle. Il apparaît vite que cela ne suffit pas à stabiliser la situation.
Quelques semaines après l'arrivée de l'unité estonienne, le chef de la police provincial change. Lors de sa première patrouille, il tombe dans une embuscade à quelques kilomètres de son quartier général. Il est forcé de se mettre à l'abri sous un pont voisin et ne peut s'échapper de la fusillade. La SOTU a été informée de la situation par les forces spéciales de la police et décide d'intervenir. Elle réussit à résoudre la situation sans aucune victime alliée.
Après des mois de planification et de persuasion difficile des différentes forces de sécurité, la SOTU atteint l'objectif de mener ses premières opérations conjointes. L'armée chargée de dégager les routes et de garder le périmètre extérieur, tandis que la police est chargée de garder le périmètre intérieur, de procéder à des fouilles, des interrogatoires et des arrestations. La police criminelle, les services de sécurité et les unités spéciales de reconnaissance sont chargés de fournir des renseignements sur les activités des insurgés. La force spéciale de police est généralement le point focal des opérations. En outre, ces opérations sont soutenues par les activités du parquet, des tribunaux et des médias. Cela s'avère un succès et de telles opérations impliquant parfois plus de 1000 membres deviennent régulières.
Un autre grand défi est la situation avec les EEI. Le contrôle et le déblaiement des routes sont lents et stressants, et s'il ne reste plus personne pour les garder, en quelques heures, elles doivent être considérés comme dangereux. Pour cette raison, l'armée et la police locales établissent des points de contrôle sur les routes. Pour gérer ces points de contrôle, ils commencent à former les populations locales et les incorporent dans la police locale afghane. Chaque point de contrôle compte 10 à 20 policiers, et n'est pas placé à plus de 10 kilomètres d'un autre point.
À la fin du mandat du premier détachement, la situation a radicalement changé. Les forces locales travaillent en permanence aux points de contrôle et mènent des opérations conjointes. Les forces spéciales de la police planifient et mènent indépendamment des opérations relativement complexes. Les déplacements sur les routes deviennent plus sûrs et beaucoup plus rapides. Les attaques à la roquette contre les bases deviennent rares. Cela force même les talibans à changer de dirigeants locaux. Tout cela donnant en fin de compte à l'ESTSOF plus de temps pour se concentrer sur le développement des forces spéciales de police et l'amélioration de leurs capacités d'opérations conjointes.
En 2013, un second détachement est envoyé en Afghanistan pour remplacer le premier. Les préparatifs de la rotation commencent plusieurs mois avant que le premier contingent n'entre dans le pays. Beaucoup de temps est consacré au perfectionnement des compétences et des connaissances nécessaires et à l'apprentissage de l'environnement. Les lacunes dans la préparation sont comblées sur place avec l'aide du premier contingent et lors de la planification des opérations. La prise en charge de la mission est beaucoup plus facile grâce au travail de base mis en place par le premier contingent.
Le deuxième contingent continue à conseiller les forces locales. En outre, des mesures progressives sont prises pour commencer à arrêter les principaux membres des Talibans. La formation des forces spéciales de la police commence avec des arrestations à haut risque, des transports aériens et des opérations de nuit. Pour assurer la sécurité opérationnelle et éviter les fuites, la planification est faite dans un cercle restreint de membres et révélée aux subordonnés juste avant son exécution. Les opérations sont menées en séquence de difficulté croissante pour habituer les unités. Ceci, combiné aux mesures précédentes réussies, force finalement les talibans à s'installer dans des régions plus éloignées.

### Déploiement au Mali (Depuis 2020 )
En mars 2020, l'Estonie annonce que les forces spéciales rejoindraient la Task Force Takuba au Mali afin de travailler aux côtés des forces spéciales françaises pour soutenir les forces de sécurité maliennes. Le groupe estonien emploie quatre véhicules blindés Jackal prêtés par le Royaume-Uni pour la mission. En juillet, la Task Force estonienne commence sa mission à Gao, où des troupes des forces armées estoniennes, qui participaient à l'opération Barkhane, étaient déjà basées.

## Structure
La Force d'opérations spéciales estonienne se compose d'un quartier général et de la Task Force d'opérations spéciales. Les informations concernant l'organisation des unités de l'ESTSOF sont classifiées. Les tâches du commandant de la Force sont déterminées par la loi sur l'organisation des forces armées estoniennes et le statut des forces de défense estoniennes. Le quartier général est chargé de conseiller et de soutenir le commandant de l'ESTSOF, en plus de planifier, organiser et assurer les activités de l'ESTSOF. La Task Force est elle chargée de planifier, préparer et organiser des opérations spéciales; elle se compose de sections et d'escouades.

## Personnel

### Sélection
Le recrutement officiel de la SOTG commence en 2005. Dans les premières phases du projet, une expérience de trois ans est exigée des candidats. Cette exigence est abandonnée par la suite. Les exigences actuelles pour le candidat sont les suivantes : avoir suivi un enseignement secondaire général, avoir effectué le service de conscrit, réussir un test de condition physique générale (au moins 62 pompes en deux minutes, 72 abdominaux assis en deux minutes, 3,2 kilomètres de course en moins de 13 minutes 49), avoir un avis positif de la commission médicale des forces de défense, avoir une bonne maîtrise de l'estonien et une maîtrise de base de l'anglais. Les personnes ayant un casier judiciaire ou une dépendance ne sont pas autorisées à postuler pour une place. En 2019, l'ESTSOF commence également à recruter et à former des conscrits pour créer des forces de réserve.
La sélection comprend quatre phases. La première phase s'appelle la phase administrative et dure deux jours. Les tests de la phase administrative comprennent un test de condition physique générale, des tractions, de la natation (500 mètres sur l'eau, 25 mètres sous l'eau, test ABC - qui consiste à plonger à une profondeur de 4,5 mètres, mettre un masque de plongée et des palmes et nager vers la surface), test d'anglais, test psychologique, entretien et essai. La deuxième phase est appelée phase individuelle et dure quatre jours. Au cours de cette phase, les candidats doivent effectuer de nombreuses tâches physiquement et mentalement difficiles, qui testent leur résilience. La troisième phase s'appelle la phase d'orientation, qui dure quatre jours. Cette phase oblige les candidats à relever différents défis de course d'orientation avec une carte au 1:50 000 et une boussole. Les candidats doivent s'orienter de jour comme de nuit avec un sac à dos plein. La phase finale s'appelle la phase d'équipe et dure quatre jours. Cette phase teste la capacité des candidats à diriger et à agir en équipe. Environ 80 à 85% des participants échouent à la sélection. Cependant, franchir les quatre phases de la sélection ne garantit pas non plus l'acceptation dans la Force. Chaque personne qualifiée est également analysée et évaluée individuellement.

### Formation
La formation initiale de l'opérateur des forces spéciales dure environ 3 ans. La première année est consacrée à l'amélioration des compétences personnelles des soldats, à la formation des sous-officiers et à la formation de base des forces spéciales. La deuxième année consiste à réussir des cours de qualification et à acquérir des compétences particulières. La troisième année est consacrée à la formation en équipe et à la formation croisée, et se termine normalement par une mission. Cette période est suivie de 2 à 3 ans de formation complémentaire. Après cela, l'opérateur, avec son équipe, se spécialise dans un certain ensemble de tâches. Au total, il faut environ 8 ans pour préparer un opérateur des forces spéciales.

## Équipement
| Modèle               | Image | Origine   | Type                      | Calibre           | Observations |
| -------------------- | ----- | --------- | ------------------------- | ----------------- | ------------ |
| Heckler & Koch USP   |       | Allemagne | Pistolet semi-automatique | 9×19mm Parabellum | ,            |
| Heckler & Koch MP7   |       | Allemagne | Personal defense weapon   | 4.6×30mm          | [ 22 ]       |
| Heckler & Koch G36   |       | Allemagne | Fusil d'assaut            | 5.56×45mm NATO    | ,            |
| Heckler & Koch HK416 |       | Allemagne | Fusil d'assaut            | 5.56×45mm NATO    | ,            |
| Heckler & Koch HK417 |       | Allemagne | Fusil de combat           | 7.62×51mm NATO    | ,            |
| Heckler & Koch MG4   |       | Allemagne | Mitrailleuse légère       | 5.56×45mm NATO    | ,            |